# Estación de Blackfriars
Blackfriars es una estación de servicios de ferrocarril de National Rail y del metro de Londres de la City de Londres, en el Reino Unido. Ofrece servicios locales de Thameslink del norte al sur de Londres, y servicios limitados de la compañía Southeastern hacia el sureste de Londres y Kent. Sus andenes atraviesan el río Támesis, única estación de Londres donde ocurre, a lo largo del puente ferroviario de Blackfriars, a poca distancia río abajo del puente de Blackfriars. Hay dos entradas a la estación a cada lado del Támesis, junto con una conexión con las líneas District y Circle del metro.
La estación de la línea principal fue inaugurada por la compañía del Ferrocarril de Londres, Chatham y Dover con el nombre de St. Paul's en 1886, como reemplazo de la anterior estación del puente de Blackfriars (donde ahora se encuentra la entrada sur) y el anterior puente ferroviario Blackfriars. Esto aumentó la capacidad del tráfico ferroviario a través del túnel de Snow Hill hacia el resto de la red ferroviaria. La estación de Metro se inauguró en 1870 con la llegada del Metropolitan District Railway. La estación fue rebautizada como Blackfriars en 1937 para evitar la confusión con la estación de metro de St Paul. Fue reconstruida en la década de 1970, cuando se añadió espacio de oficinas sobre la estación y se procedió al cierre del puente ferroviario original, que fue demolido en 1985.
En 2009, la estación fue sometida a importantes remodelaciones para mejorar su capacidad, que incluyeron la ampliación de los andenes del puente ferroviario y una nueva entrada a la estación en la ribera sur del Támesis. Al mismo tiempo, se reconstruyó la estación de metro y las obras se terminaron en 2012.